# Slimák pestrý
Slimák pestrý  Limacus flavus je druh suchozemského plže z čeledi slimákovití.
Synonymum: Limax flavus.

## Popis

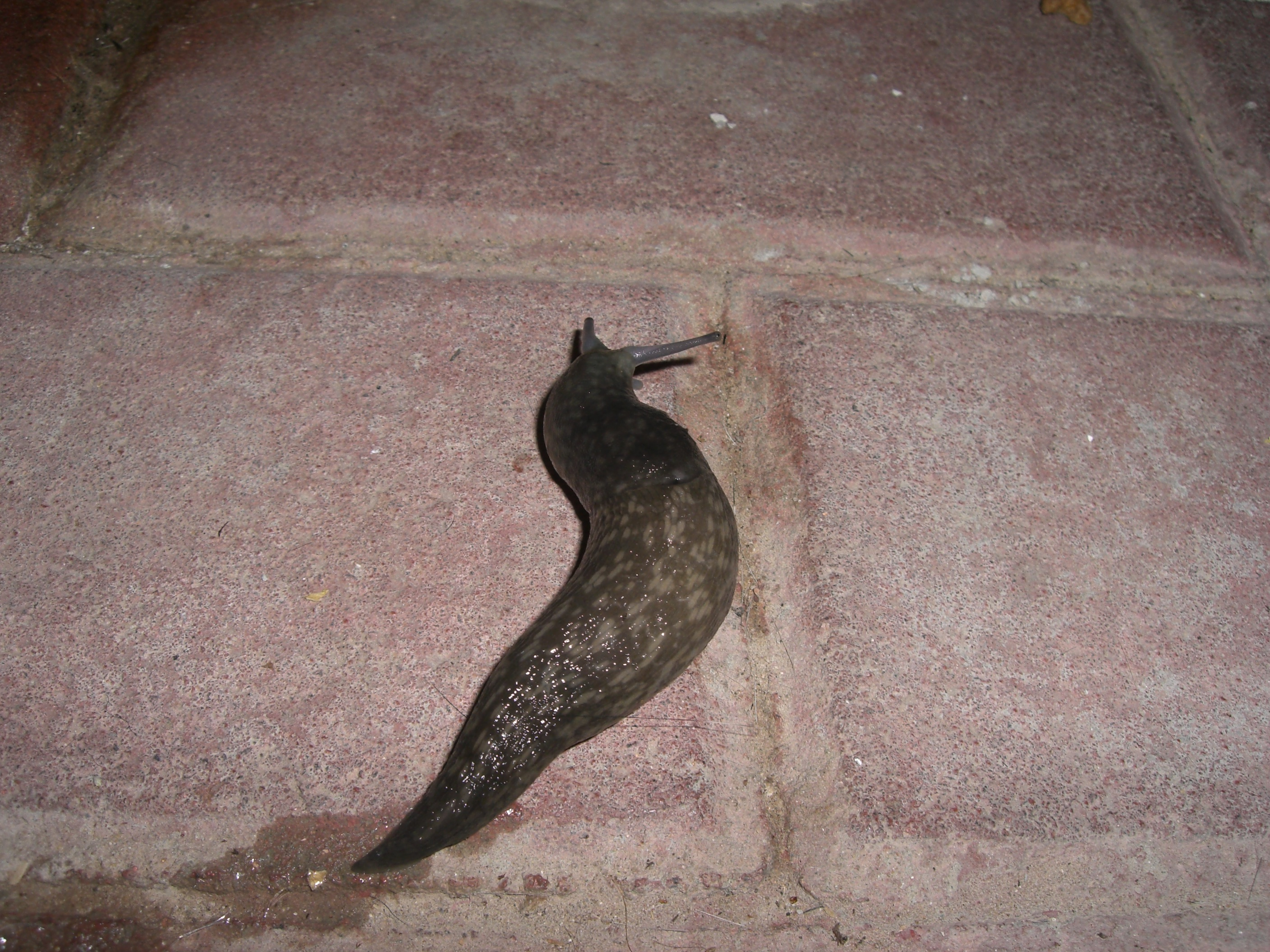
slimák pestrý

Nahý plž, má po hřbetě a na plášti drobné žluté skvrny.

## Rozšíření a biotop
Rozšíření: západní Evropa
- Není uveden v červeném seznamu IUCN - nevyhodnocený (NE)[2]

- Anglie, Wales, Irsko - původní
- Austrálie - introdukován, první záznam r. 1852[3]
- Česko - je málo dotčený (LC)[4]
- Nizozemsko[5]

Biotop: vlhké oblasti, sklepy, …